# 山梨稲川
山梨 稲川（やまなし とうせん、明和8年8月4日（1771年9月12日） - 文政9年7月6日（1826年8月9日））は、江戸時代の漢詩人、説文学者。幼名は千代蔵。名は憲、後に治憲。通称は東平。字は玄度のほか、子叔、子発、叔子、季発、子発、文行など。号は昆陽、於陵子、不如無斎、烟霞都尉、稲川、楽山亭など。
度々江戸に出て学問、交遊を深めながら、生涯駿河国に居を構えて漢詩や字の研究に没頭した。荻生徂徠に始まる古文辞学派陰山豊洲に師事した。江戸後期には宋詩が流行を見たが、稲川は蘐園の末流として文は秦漢、詩は盛唐を模範とした。古文辞学とは字の研究を通じて儒教経典を解釈する学問であったが、稲川は殊に漢字・音韻の研究に進んだ。
生前は出版が1作のみで、死後の知名度も限定的だったが、明治に清の学者兪樾が稲川の詩を絶賛したことで評価が高まり、説文学の著作についても再評価がなされた。

## 生涯

### 出自
山梨家は平氏を自称する家柄で、鎌倉景正を祖とし、甲斐国山梨郡に土着し山梨氏を名乗ったとされるが、稲川本人は「送上原助市序」において千葉氏庶流とも推測している。
曾祖父の山梨平四郎政門の代に駿河国に構えた。祖父の治重了徹は酒造で財を成した豪農であった。祖父が白隠慧鶴と縁あって以来、家には白隠の弟子等が出入りしていた。母の志賀も芝山持豊門下の歌人という文人一家で、稲川兄弟も幼少から学問または武道の道に励んだ。

### 修学時代
稲川は明和8年（1771年）8月4日 、駿河国庵原郡西方村（静岡県静岡市清水区庵原町）に、豪農山梨平四郎維亮と志賀の間に生まれた。山梨家本家は同地に現存し、敷地内に「山梨稲川先生誕生之地」碑が立つ。
安永4年（1775年）、白隠の弟子の一人の遂翁元盧が滞在中、父が空について問ひ、遂翁が「此の地の上皆空なり、故に地を損すること一尺なれば、則ち空を増すこと一尺なり」と応えた所、5歳の稲川は「天は天なり、地は地なり、いかにして増損あらんや」と口を挟み、遂翁が「此の児必ず大器ならん」と感嘆したという。
幼少より檀那一乗寺の寺子屋で威山独雄に字を習う。安永6年（1777年）、転倒して右手を負傷したため見学していた所、叱責され、以降左手で字を書くようになったという逸話が伝わる。次に、一麟能仁の私塾楽山亭で兄の亮平、従叔父の紫園と共に句読を学んだ。一麒能仁は周防国普賢寺の僧で、遂翁元盧に学ぶため来村していた。
天明元年（1781年）には、早くも江戸に出て学問を深めた。湯島麟祥院の峨山慈棹に学び、書は麻布曹渓寺に滞在中の趙陶斎に学んだ。峨山慈棹もまた白隠の門下である。天明4年（1784年）に峨山慈棹に出家を勧められたが、家にその意図はなく、母によって実家に連れ戻された。地元では近在の同じく豪農の柴田権左衛門（号は慈渓）に学んだ。
天明7年（1787年）、再び江戸に出て、毛利伯諧の仲介によって 古文辞学者陰山豊洲に師事した。豊洲は麻布三軒屋の狭山藩下屋敷に住み、曹渓寺とも程近い。この時の滞在期間は数ヶ月だったが、以降生涯師と仰いだ。天明8年（1788年）、字を東平と改めたが、漢の東平王劉蒼に因み父が名づけたと伝わるが、自らは庵原郡東方の於陵平に因むと説明するがある。寛政元年（1789年）、弟の維厳と江戸に出て本格的に豊洲門下に入った。この間日光に遠出している。寛政3年（1791年）、兄の亮平の死に伴い帰郷した。
寛政4年（1792年）2月20日、母の志賀と叔父の塩谷観山、従者平蔵の4人で旅に出て、3ヶ月かけて西国各地を巡った。秋葉山、伊勢神宮を経由しつつ東海道を上り、京から山陽道を下って金刀比羅宮、厳島に至り、帰路に着いた。およそ3ヶ月の旅において、志賀は『春の道久佐』、稲川は『随輿始筆』を著した。

### 昆陽時代
寛政6年（1794年）、高木喜左衛門の娘の豊を娶り、志太郡小屋敷村（焼津市小屋敷）に新居を構え、分家した。翌年には長女の阿佐が生まれた。昆陽堡・昆陽蚕室と名付け、自らは昆陽山人等と号した。「昆陽」は、「小屋敷」を漢風にいったもの。寛政8年（1796年）東海道を下る琉球使節に遭遇している。寛政9年（1797年）これまでの詩を「於陵樵唱」にまとめるが、出版には至らなかった。次々に子を儲け身を固めながらも、足繁く江戸に通って文人と交遊している。この時期の詩文や烟霞都尉の号からは、官職もなく田舎暮らしに甘んじている鬱屈した思いがうかがえる。
文化2年（1805年）頃、本居宣長門下の村松春枝と交わり、国学の分野で研究が進んでいた音韻学に影響を受けたとされるが、それ以前から宣長の『玉勝間』『字音仮名用格』『漢字三音考』等の著作に啓発されていたとも考えられる。
文化4年（1807年）の江戸滞在中には、服部季璋と深川祭へ向かう所で永代橋落橋事故という歴史的場面に遭遇した。

### 稲川時代
文化8年（1811年）、駿府城間近の有度郡稲川村（静岡市駿河区稲川、いながわ）浅間神社社家稲河家の株を買い取り、長男の清臣に継がせ、自身も後見人として稲川村に移住した。この時、字を玄度、名を治憲、号を稲川（とうせん）とした。
同年3月、駿府町奉行服部貞勝に「駿河大地誌」編纂事業の総裁を命ぜられた。稲川の詩文の才だけではなく、予ての郷土に対する関心があったことも買われたと推測される。この期間江戸で林述斎と交わったが、林述斎は幕府事業として『新編武蔵風土記稿』を編纂中であり、地誌編纂について教えを乞うたものと思われる。事業は翌年11月貞勝の松前奉行転任により頓挫したが、「駿河国巡村記」19冊が残った。

### 楽山亭時代
清臣が元服した文政元年（1818年）1月28日、稲川は稲川村を離れて城下大工町（葵区大工町）に転居し、これを薫徳精舎、また幼時に学んだ一麟の塾に因み、楽山亭と号した。また大野万斎等文人仲間で楽山吟社を結び、試作量も増加した。
文政3年（1820年）11月9日長男清臣宅に戻り、半年で程近い今川氏所縁の花圃という地の東に新居を構え、華圃精舎と称した。花園の場所は「清水尻の玉の井の筋向ひ」という。翌年駿府江川町の採撰亭鉄屋十兵衛より生涯唯一の刊行物となる『稲川詩草』を出版した。同書巻末には「稲川文草」「周官聯事図」「古今韻箋」「字緯」の出版予告があるが、刊行を見なかった。
文政9年（1826年）3月13日、「文緯」を携え家に唯一残っていた次女の望と江戸に出た。その望も、琴を習うため同伴した。当初は陰山仲海宅に仮寓し、4月19日八丁堀の長屋に移ったが、5月下旬に痢病に倒れた。陰山宅に戻り、望に看取られながら7月6日息を引き取った。広尾香林院で荼毘に付され、長男の清臣により遺骨が持ち帰られ、三男の維竑の勤める駿府宝泰寺に葬られた。墓碑は松崎慊堂撰、狩谷棭斎書。
墓は大正5年～6年頃に玄孫の山梨昌明により、稲川の崇福寺に移された。

## 著作
生前に刊行されたのは、『稲川詩草』5冊のみである。しかし静岡県立中央図書館葵文庫はじめ数箇所に遺稿が保存されており、それらを基に後世数度公刊されてきた。

### 詩文
『稲川詩草』は文政4年（1821年）、駿府江川町採撰亭鉄屋十兵衛による出版で、古詩・絶句・律詩に分けて694首を収める。『稲川遺芳』『詩集日本漢詩』に収録される。
地元葵文庫には稲川の遺稿が数多く残されており、「詩稿」「文稿」「雑稿及雑抄」「書簡集」と分類される。
「詩稿」 - 26冊中4冊が散佚している。
1. 「昆陽詩集」 - 天明7年～寛政3年
2. 「昆陽詩集」 - 上の清書版
3. 「昆陽詩集　不如無斎」
4. 「昆陽集」「壬子詩稿」 - 寛政4年（1792年）、5年（1793年）
5. 「辛亥稿　不如無斎」 - 寛政3年（1791年）
6. 「癸丑詩稿　不如無斎」 - 寛政4年（1792年）
7. 「乙卯稿　不如無斎」 - 寛政7年（1795年）
8. 「丙辰詩稿　不如無斎」 - 寛政8年（1796年）
9. 「丁巳稿　不如無斎」 - 寛政9年（1797年）
10. 「昆陽詩集　戊午五月」 - 寛政10年（1798年）、秋葉山登山の記
11. 「不如無斎雑稿己未集」 - 寛政11年（1799年）
12. 「不如無斎詩稿　自庚申至壬戌」 - 寛政12年（1800年）～享和2年（1802年）
13. 『不如無斎詩稿　自癸亥至乙卯」 - 享和3年（1803年）～文化3年（1806年）、乙卯年（1807年）は含まず
14. 「乙卯詩草」 - 文化4年（1807年）
15. 「稲川詩稿　癸酉　甲戌　乙亥』 - 文化10年（1813年）～12年（1815年）
16. 「丁丑戊寅稿」 - 文化14年（1816年）、文政元年（1818年）
17. 「己卯雑稿　不如無斎」 - 文政2年（1819年）
18. 「庚辰雑稿」 - 文政3年（1820年）、4年（1821年）
19. 「癸未稿　不如無斎」 - 文政6年（1823年）、7年（1824年）
20. 「乙酉詩稿　不如無斎」 - 文政8年（1825年）、9年（1826年）
21. 『於陵樵唱』
22. 『佩蘭新雅』 - 稲川に贈られた詩をまとめたもの。

「文稿」 - 『聖藩羝触』『孟浪俚言』の2作については、漢字仮名交じり文である点や内容から他人著作の写しという説もある。
1. 『鮫洲之告別』
2. 『遊日光山記』 - 寛政元年（1789年）兄亮平と日光に遊んだ際の日記。
3. 『遊房総記』
4. 『晴窓瑣記』
5. 『閲古砕録』
6. 『思旧漫録』 - 旧交27人の事蹟を記す。
7. 『聖藩羝触』
8. 『孟浪俚言』
9. 「稲川文草一」
10. 「稲川文草二」
11. 「稲川文草三」
12. 「稲川文草四」
13. 「稲川文草五」
14. 「稲川文草六」

その他次の著書も所蔵される。
1. 『東寓日歴』 - 死去の年、文政9年3月13日に駿府を出て同年5月23日までの日記。
2. 『柳斎記』

慶応義塾大学斯道文庫には「稲川日記」5冊が所蔵される。
1. 『昆陽日記』 - 寛政9年（1797年）1月～4月4日、10年（1798年）1月29日～2月3日
2. 『昆陽私録』 - 寛政10年（1798年）7月24日～12月9日
3. 『文化八年　日記　稲河家』 - 享和3年（1803年）2月18日～22日、文化8年（1811年）7月7日～10月26日
4. 『稲川日記』 - 文化9年（1812年）3月～9月、10年（1813年）1月・2月等
5. 『稲川日記』 - 文化2年（1805年）9月19日～10月17日

その他の詩文としては以下がある。
1. 『随輿私筆』 - 「巻之二」のみ現存。寛政4年（1792年）母と西国を巡った際の日記。
2. 『晦休録』 - 文化4年（1807年）、文化5年（1808年）・6年（1809年）、文化7年（1810年）部から成る日記。
3. 「駿河国巡村記」 - 内閣文庫蔵。22冊。
4. 『焼津遊記』 - 文化2年（1805年）成立。繁原央「焼津遊記〈静岡県立中央図書館蔵〉-翻刻・注釈-」『常葉国文』第15巻に翻刻。
5. 「日本書紀」 - 天理図書館蔵。朱筆の書入れがある。
6. 『肖山野録』 - 東京都立中央図書館蔵。文政2年（1819年）跋。楽山吟社仲間との共著。繁原央「翻刻『肖山野録』（東京都立中央図書館蔵）」『常葉学園短期大学紀要』第19巻に翻刻される。

### 説文学
説文学の著書は5種存在する。最も大部なのが「文緯」で、他に「古音譜」「古声譜」「諧声図」「考声微」「古音律呂三類」がある。自筆草稿は天理大学附属天理図書館にあって、『稲川遺芳』では序文等のみ活字化され、全稿は『山梨稲川集』全4巻にまとめられた。

## 後世の評価
生前公刊された書が『稲川詩草』1冊であったこと、地方を拠点としていたこと、豊洲の属した古文辞学派の衰微などがあって、死後稲川の名前は限定的に知られるのみであった。
幕末から明治にかけての文人浅野長祚は『寒檠璅綴』において「近ク蘐園ノ遺響ヲトヾメシモノハ、陰山忠右衛門（豊洲）の松柱園集、ソノ門人山梨東平ノ稲川集ナド、南郭（服部南郭）金華（平金華）ノ諸豪ニ愧ズトイフベシ」と称している。
明治16年（1883年）兪樾は『東瀛詩選』にて、『稲川詩草』より68首を採録した。
明治35年（1902年）、新聞日本の連載「徳川時代無聞の学者」に特集される。
明治45年（1912年）、曾孫にあたる中村春二によって『稲川遺芳』が出て、『稲川詩草』及びその拾遺。
没後100年を迎える昭和元年（1926年）には地元静岡で関心が高まり、内藤湖南・新村出の賛助で「稲川先生百年祭」が執り行われ、昭和2年（1927年）に正五位が贈られた。『文緯』はじめ説文五種を納めた『山梨稲川集』全4巻が出版された。
国分青崖は「菅廣賴梁生竝時。名事先後格卑卑。正聲別有山玄度。一百年來曾不知」（菅（菅茶山）・広（広瀬淡窓）・頼（頼山陽）・梁（梁川星巌）生まるゝに時を並ぶ。名は先後を事とすれども、格は卑々たり。正声、別して山玄度（山梨稲川）有り。一百年来かつて知られず」と評した。

## 親族関係
- 父：維亮（享保15年（1730年） - 寛政6年（1794年）9月22日） - 富士郡今泉村（富士市今泉）飯塚与左衛門三子。初名は佐助。号は海翁。跡取りのない山梨家に婿養子として入った。
- 母：志賀（元文3年（1738年） - 文化11年（1814年）5月25日） - 幼名は奈加。
  - （夭逝）茂登
  - 長兄：平仲（平四郎長昌、宝暦9年（1759年） - 文化2年（1805年）） - 幼名は梅五郎。号は龍湫、幽谷。山梨本家を継ぎ四代目平四郎。絵画を学ぶ。
  - 次兄：多蔵信方（明和元年（1764年） - 享和3年（1803年）） - 剣道を学ぶ。
  - 三兄：亮平公明（明和4年（1767年） - 寛政3年（1791年）） - 号は竜山。京で畑黄山に医学を学んだが20代で死去した。
  - 姉：絹（明和6年（1769年） - 弘化3年（1846年）） - 塩谷桃庵友昌に嫁ぐ。
  - 弟：維厳（安永2年（1773年） - 天保8年（1837年）） - 通称は林兵衛。駿府安西町五丁目小出家養子となる。
  - 妹：以志 - 妾腹[3]。中島孫太夫に嫁ぐ。
- 妻：豊（明和8年（1771年） - 文政8年（1825年）6月14日） - 高木喜左衛門の娘。
  - 長女：阿佐（寛政7年（1795年） - 安政4年（1857年）） - 儒医戸塚柳斎維春に嫁ぐ。
  - 長男：孫次郎清臣（寛政9年（1797年） - 明治10年（1877年）） - 浅間神社神官稲河家を継ぐ。
  - 次女：望（寛政11年（1799年） - 文久3年（1863年）） - 視覚障害を負い、琴を習う。
  - 三女：登自（享和元年（1801年） - ?） - 堀田家に嫁ぐ。
  - 四女：美賀（文化2年（1805年） - 天保5年（1834年）） - 駿府の商人で、稲川が駿河国地誌編纂を共にした新庄道雄の子の道昌に嫁ぐ。
  - 次男：玄昱（文化4年（1807年） - ?） - 医学を学び、駿河藩医中村家を継ぐ。子孫には成蹊学園創立者中村春二、微生物学者中村浩、俳優中村彰等が出た。
  - 三男：維竑（文化6年（1809年） - ?） - 駿府宝泰寺の僧となる。
  - 五女：須賀（文化8年（1811年） - ?） - 山梨本家維久に嫁ぎ、星野逸斎へ再嫁した。